# Sia Kangri
Le Sia Kangri est une montagne à la frontière entre le Pakistan, la Chine et l'Inde, culminant à 7 422 m d'altitude dans le massif du Baltoro Muztagh (Karakoram).

## Géographie
Le Sia Kangri est à cheval sur trois pays, le Pakistan, la Chine et l'Inde, sur la ligne de contrôle. Les territoires situés au sud-ouest du sommet sont revendiqués par le Pakistan et l'Inde et contrôlés par le Pakistan. Les territoires situés au nord-est font partie du Trans Karakoram Tract, contrôlés par la Chine. Les territoires au sud-est sont revendiqués par le Pakistan et l'Inde, mais contrôlés par l'Inde. Il est composé de plusieurs cimes :
- Sia Kangri I (pic Queen Mary), 7 422 m, sommet glaciaire ;
- Sia Kangri II (mont Hardinge), 7 093 m, encore vierge (2019) ;
- Sia kangri III, 7 273 m ;
- Sia Kangri IV, 7 315 m.

## Histoire
La première ascension est effectuée en 1934 par une expédition internationale. L'expédition est dirigée par le germano-suisse Günther Dyhrenfurth et inclut sa femme, Hettie Dyhrenfurth, qui établit le record féminin d'altitude et le conserve pendant vingt ans,. Le Suisse André Roch (en) fait également partie de l'expédition.
Le 3 août, Hans Ertl (de), Albert Höcht (de), Dyhrenfurth et son épouse Hettie atteignent la cime occidentale haute de 7 315 m.
Le 10 août, James Belaieff, Piero Ghiglione et Roch vainquent la cime centrale.
Le 12 août, Ertl et Höcht atteignent la cime principale.